# Bahnstrecke Osterburg–Pretzier
| Bahnhof Osterburg |                      |                                           |                                           |
| Streckennummer: | 6898                 |                                           |                                           |
| Kursbuchstrecke: | 183t (1934, 1939)    |                                           |                                           |
| Streckenlänge: | 39,0 km              |                                           |                                           |
| Spurweite: | 1435 mm (Normalspur) |                                           |                                           |
| |                      |                                           |                                           |
| \| \| \| von Wittenberge \| \| \| \| 0,0 \| Osterburg (Altm) Süd \| Osterburg (Altm) Süd \| \| \| \| nach Stendal \| \| \| \| 2,2 \| Osterburg Schilddorf \| Osterburg Schilddorf \| \| \| 3,3 \| Osterburg Siedlung \| Osterburg Siedlung \| \| \| 6,7 \| Storbeck (Altm) \| Storbeck (Altm) \| \| \| \| nach Stendal \| \| \| \| 9,6 \| Klein Rossau \| Klein Rossau \| \| \| \| nach Arendsee \| \| \| \| 11,8 \| Rönnebeck (Altm) \| Rönnebeck (Altm) \| \| \| 13,4 \| Orpensdorf-Natterheide früher Natterheide \| Orpensdorf-Natterheide früher Natterheide \| \| \| 14,4 \| Schmersau (Altm) \| Schmersau (Altm) \| \| \| 16,5 \| Gladigau \| Gladigau \| \| \| 18,7 \| Boock (Kr Osterburg) \| Boock (Kr Osterburg) \| \| \| 21,8 \| Kleinau \| Kleinau \| \| \| 24,6 \| Kleinau West früher Dessau (Altm) \| Kleinau West früher Dessau (Altm) \| \| \| 27,3 \| Sanne-Kerkuhn \| Sanne-Kerkuhn \| \| \| 30,4 \| Schernikau \| Schernikau \| \| \| 33,2 \| Vissum \| Vissum \| \| \| 35,8 \| Klein Gartz \| Klein Gartz \| \| \| \| von Stendal \| \| \| \| 39,0 \| Pretzier (Altm) \| Pretzier (Altm) \| \| \| \| nach Salzwedel \| \| |                      |                                           |                                           |
| Strecke |                      | von Wittenberge                           | von Wittenberge                           |
| Bahnhof | 0,0                  | Osterburg (Altm) Süd                      | Osterburg (Altm) Süd                      |
| Abzweig ehemals geradeaus und nach links |                      | nach Stendal                              | nach Stendal                              |
| Haltepunkt / Haltestelle (Strecke außer Betrieb) | 2,2                  | Osterburg Schilddorf                      | Osterburg Schilddorf                      |
| Haltepunkt / Haltestelle (Strecke außer Betrieb) | 3,3                  | Osterburg Siedlung                        | Osterburg Siedlung                        |
| Bahnhof (Strecke außer Betrieb) | 6,7                  | Storbeck (Altm)                           | Storbeck (Altm)                           |
| Strecke von links (außer Betrieb) · Abzweig quer, nach rechts und von rechts (Strecke außer Betrieb) |                      | nach Stendal                              | nach Stendal                              |
| Bahnhof (Strecke außer Betrieb) · Strecke (außer Betrieb) | 9,6                  | Klein Rossau                              | Klein Rossau                              |
| Strecke nach rechts (außer Betrieb) · Strecke (außer Betrieb) |                      | nach Arendsee                             | nach Arendsee                             |
| Bahnhof (Strecke außer Betrieb) | 11,8                 | Rönnebeck (Altm)                          | Rönnebeck (Altm)                          |
| Haltepunkt / Haltestelle (Strecke außer Betrieb) | 13,4                 | Orpensdorf-Natterheide früher Natterheide | Orpensdorf-Natterheide früher Natterheide |
| Bahnhof (Strecke außer Betrieb) | 14,4                 | Schmersau (Altm)                          | Schmersau (Altm)                          |
| Bahnhof (Strecke außer Betrieb) | 16,5                 | Gladigau                                  | Gladigau                                  |
| Bahnhof (Strecke außer Betrieb) | 18,7                 | Boock (Kr Osterburg)                      | Boock (Kr Osterburg)                      |
| Bahnhof (Strecke außer Betrieb) | 21,8                 | Kleinau                                   | Kleinau                                   |
| Haltepunkt / Haltestelle (Strecke außer Betrieb) | 24,6                 | Kleinau West früher Dessau (Altm)         | Kleinau West früher Dessau (Altm)         |
| Bahnhof (Strecke außer Betrieb) | 27,3                 | Sanne-Kerkuhn                             | Sanne-Kerkuhn                             |
| Haltepunkt / Haltestelle (Strecke außer Betrieb) | 30,4                 | Schernikau                                | Schernikau                                |
| Bahnhof (Strecke außer Betrieb) | 33,2                 | Vissum                                    | Vissum                                    |
| Bahnhof (Strecke außer Betrieb) | 35,8                 | Klein Gartz                               | Klein Gartz                               |
| Abzweig ehemals geradeaus und von links |                      | von Stendal                               | von Stendal                               |
| Haltepunkt / Haltestelle | 39,0                 | Pretzier (Altm)                           | Pretzier (Altm)                           |
| Strecke |                      | nach Salzwedel                            | nach Salzwedel                            |

Die Bahnstrecke Osterburg–Pretzier war eine Nebenbahn in Sachsen-Anhalt, die ursprünglich durch die Kleinbahn-AG Osterburg–Deutsch Pretzier erbaut und betrieben wurde. Sie verlief von Osterburg über Klein Rossau nach Pretzier.

## Geschichte

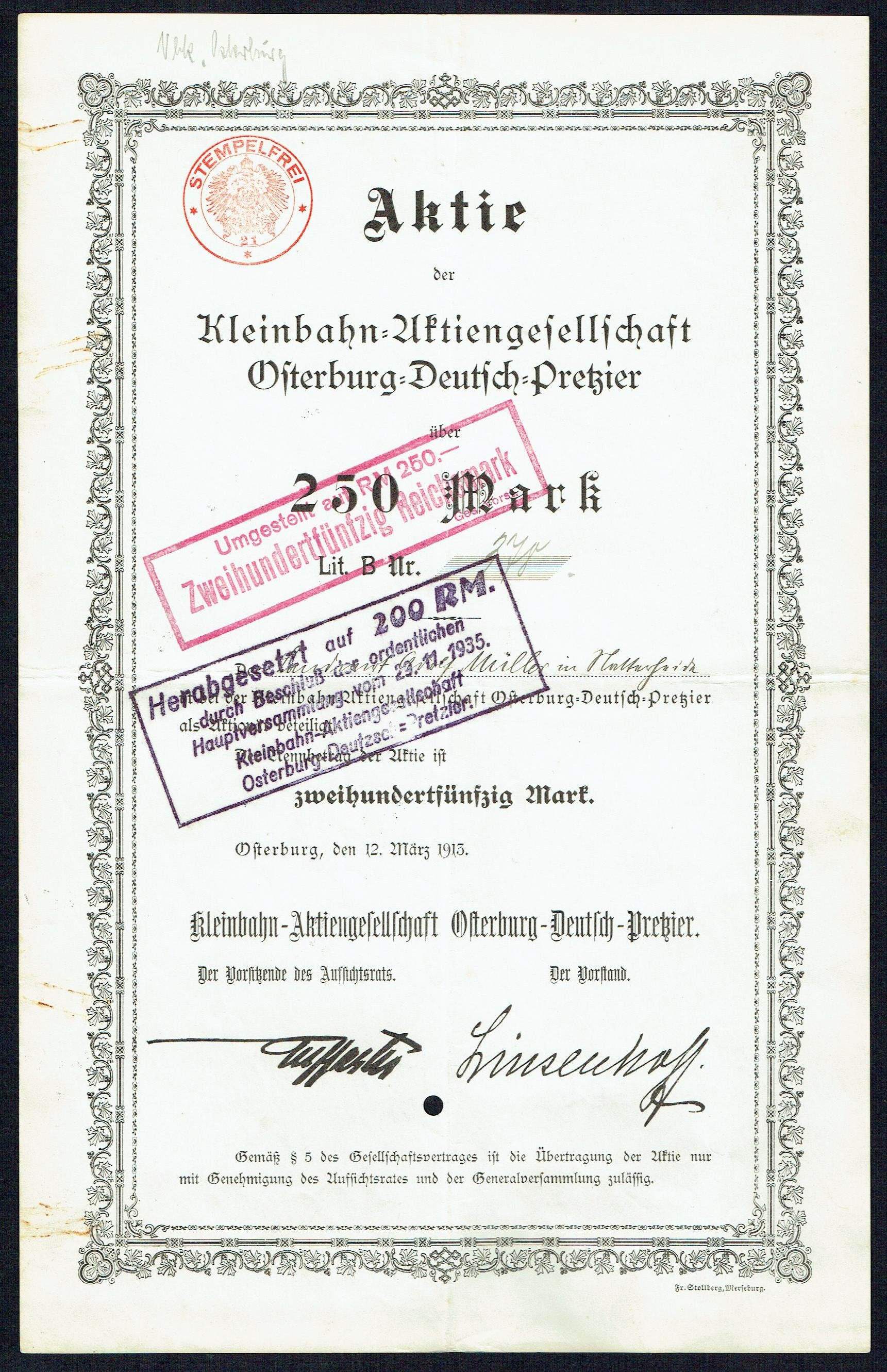
Aktie über 250 Mark der Kleinbahn-AG Osterburg-Deutsch-Pretzier vom 12. März 1913

Die Kleinbahn-AG Osterburg–Deutsch Pretzier wurde am 25. Januar 1913 gegründet. Sie nannte sich ab 19. Februar 1943 „Eisenbahn-AG Osterburg–Pretzier“. Zu den Gründern gehörten der preußische Staat und die Provinz Sachsen, die beide je ein Drittel der Aktien übernahmen. Das letzte Drittel entfiel auf die damalige Kreisstadt Osterburg, weitere Gemeinden sowie die Zuckerfabrik Goldbeck und einige Privatpersonen.
Die 39 km lange, normalspurige Bahnlinie wurde – kurz vor Beginn des Ersten Weltkrieges – am 15. Juli 1914 eröffnet. Sie verband Osterburg, wo sich auch die örtliche Betriebsleitung befand, an der Hauptbahn Wittenberge–Stendal mit Deutsch Pretzier, wie es damals hieß, an der Hauptbahn Salzwedel–Stendal. Dabei kreuzte sie in Klein Rossau die bereits 1908 eröffnete Strecke der Kleinbahn AG Stendal–Arendsee. Allerdings führten beide Streckenabschnitte von Süden in den Bahnhof ein, so dass die Züge hier „Kopf machen“ mussten.
Den Betrieb führte die Eisenbahnabteilung des Provinzialverbandes Sachsen in Merseburg, bis die Bahn am 1. März 1946 unter staatliche Verwaltung gestellt und anschließend den Sächsischen Provinzbahnen GmbH übergeben wurde. Von dort kam sie am 1. April 1949 zur Deutschen Reichsbahn, die auch einige Züge bis Salzwedel weiterführte.
Die Kriegs- und Zwischenkriegsjahre brachten der Bahn nicht die erhofften Einnahmen in der landwirtschaftlich geprägten Altmark. 1916 wurden 82.601 Personen und 53.211 t Güter befördert, 1939 waren es 98.821 Personen und 53.211 t Güter.
Auf dem westlichen Abschnitt zwischen Kleinau West (vorher: Dessau in der Altmark) und Pretzier wurde der Personenverkehr am 29. August 1968 und der Güterverkehr am 31. Mai 1969 eingestellt. Auf dem verbliebenen Streckenteil fuhren noch bis 1. Oktober 1974 Personenzüge, die von Bussen im Schienenersatzverkehr abgelöst wurden, bis die offizielle Einstellung am 29. September 1975 folgte. Ein Jahr später – am 26. September 1976 – endete auch der restliche Güterverkehr. Nur bis zu einer Molkerei und einem Getreidelager in Osterburg-Schilddorf blieben zwei Kilometer Gleis als Anschlussgleis liegen, diese wurden 2005 größtenteils abgebaut.
Mehrere Bahnhofsgebäude sind erhalten geblieben, die in Kleinau sowie Kleinau West stehen unter Denkmalschutz.

## Fahrzeuge
1914 waren drei Dampfloks (C n2t) von Henschel vorhanden, außerdem fünf Personen- und 19 Güterwagen. 1925 wurde ein vierachsiger Benzoltriebwagen von DWK beschafft, 1937 ein zweiachsiger Dieseltriebwagen von Lindner. 

## Überlieferung
Die Überlieferung der Kleinbahn AG Osterburg-Deutsch-Pretzier befindet sich in der Abteilung Dessau des Landesarchivs Sachsen-Anhalt.